# 公安部通缉令
公安部通缉令，为中华人民共和国公安部向全国发布的通缉令。2000年左右，中国建立起四级通缉体系，对在逃犯罪嫌疑人实行分级通缉，除公安部可在全国发布通缉令外，各省、市、县也可对在逃涉案人员在辖区内发布通缉令。自2000年2月起，公安部通缉令分成“A级”、“B级”两个等级发布。
A级通缉令是为缉捕公安部认为应该重点通缉的在逃人员而发布的命令。其为在中华人民共和国范围内发布的最高级别通缉令，主要适用于情况紧急、案情重大或突发恶性案件。A级通缉令的悬赏金不少于5万元人民币，上不封顶（截至2005年，通常不超过20万元）。B级通缉令则是公安部应各省级公安机关的请求发布，赏金一般不少于1万元。

## 法律依据
《中华人民共和国刑事诉讼法》第一百二十三条规定：
|                                              | 应当逮捕的犯罪嫌疑人如果在逃，公安机关可以发布通缉令，采取有效措施，追捕归案。各级公安机关在自己管辖的地区以内，可以直接发布通缉令；超出自己管辖的地区，应当报请有权决定的上级机关发布。 |
| ——《中华人民共和国刑事诉讼法》第一百二十三条 | |

## 效果
2005年3月，公安部刑侦局缉捕行动处副处长龚志勇接受《东方时空》采访时介绍：公安部自1999年实施A级通缉令制度后，发出过56份A级通缉令，有70人被通缉，并已抓捕归案50名在逃人员，抓获率71%，比通常抓捕率高10%-20%。A级通缉令发布后会收到大量群众线索，需要逐一甄别，特别是通过新闻媒体向全国公开发布后。发布通缉令会花费很多人力物力，但奖金相比晚抓获所花费的人、物、财力仍属划算。悬赏金额定位为5万元起步，不超过20万元人民币。受奖举报人可根据自身意愿选择奖金领取方式。

## A级通缉令列表

### 仍在通缉
| 通缉日期       | 编号            | 通缉犯 | 性别 | 户籍                 | 出生           | 案发日期              | 犯罪概述                                                                    | 悬赏金 | 备注   |
| -------------- | --------------- | ------ | ---- | -------------------- | -------------- | --------------------- | --------------------------------------------------------------------------- | ------ | ------ |
| 2009年9月7日   | 公缉[2009]62号  | 陈桂兴 | 男   | 广东省汕头市潮南区   | 1975年12月13日 | 2009年7月31日         | 伪造货币6000万元及大量制假设备                                              | 5万元  | [ 5 ]  |
| 2009年7月30日  | 公缉[2009]45号  | 李志强 | 男   | 广东省博罗县         | 1960年7月9日   | 2006年                | 伪造货币                                                                    | 5万元  | [ 6 ]  |
| 2008年1月15日  | 公缉[2008]6号   | 赵明军 | 男   | 重庆市云阳县盘石镇   | 1976年1月25日  | 2004年7月至2007年9月  | 四人流窜绑架杀害案，七人死亡。（重庆系列绑架杀人案）                        | 5万元  | [ 7 ]  |
| 2007年8月28日  | 公缉[2007]109号 | 张青华 | 男   | 陕西石泉县红卫乡     | 1977年9月21日  | 2007年8月15日         | 特大杀人案，五人死亡、六人受伤。                                            | 5万元  | [ 8 ]  |
| 2007年8月3日   | 公缉[2007]94号  | 闫秀玲 | 女   | 吉林长春市南关区     | 1963年2月23日  |                       | 合同诈骗案，以高考学生联系入学，骗取办事费共计3700余万元，受害人达600余人。 | 5万元  | [ 9 ]  |
| 2007年1月9日   | 公缉[2007]1号   | 刘永华 | 男   | 江西省景德镇市珠山区 | 1971年10月4日  |                       | 黑社会性质组织案                                                            | 5万元  | [ 10 ] |
| 2006年11月27日 | 公缉[2006]159号 | 李俊成 | 男   | 河北衡水市枣强县     | 1970年4月15日  | 2004年1月至2005年12月 | 虚开农副产品收购发票2556万元                                                | 5万元  | [ 10 ] |
| 2006年11月27日 | 同上            | 宋增涛 | 男   | 同上                 | 1952年9月10日  | 同上                  | 同上                                                                        | 5万元  | [ 11 ] |
| 2006年9月18日  | 公缉[2006]120号 | 于浩   | 男   | 山东青岛市           | 1971年11月4日  | 2006年6月2日          | 制作氯胺酮并出售制毒原料盐酸羟亚胺                                          | 5万元  | [ 12 ] |
| 2006年6月16日  | 公缉[2006]67号  | 韩永应 | 男   | 云南陇川县德宏州     | 1969年10月10日 | 2004年11月2日         | 韩永万贩毒集团案主犯，贩卖206千克海洛因                                     | 8万元  | [ 13 ] |
| 2006年3月8日   | 公缉[2006]24号  | 杨通   | 男   | 黑龙江肇州县二井子镇 | 1984年11月8日  | 2006年2月26日、27日   | 黑龙江省大庆、绥化两市连续发生4起抢劫杀害出租车司机案件                     | 5万元  | [ 14 ] |
| 2006年1月26日  | 公缉[2006]7号   | 沈买平 | 男   | 云南省思茅市         | 1963年12月27日 | 2006年1月26日         | 云南省思茅市、大理州、德宏州、临沧市走私贩卖制造毒品案件                    | 5万元  | [ 15 ] |
| 2006年1月26日  | 公缉[2006]7号   | 饶先贵 | 男   | 云南省思茅市         | 1959年7月20日  | 2006年1月26日         | 云南省思茅市、大理州、德宏州、临沧市走私贩卖制造毒品案件                    | 5万元  | [ 16 ] |
| 2006年1月26日  | 公缉[2006]7号   | 李枝伟 | 男   | 云南省思茅市         | 1969年11月15日 | 2006年1月26日         | 云南省思茅市、大理州、德宏州、临沧市走私贩卖制造毒品案件                    | 5万元  | [ 17 ] |
| 2006年1月26日  | 公缉[2006]7号   | 韩亚明 | 男   | 云南省思茅市         |                | 2006年1月26日         | 云南省思茅市、大理州、德宏州、临沧市走私贩卖制造毒品案件                    | 5万元  | [ 18 ] |
| 2006年1月26日  | 公缉[2006]7号   | 邵思国 | 男   | 云南省思茅市         | 1960年8月6日   | 2006年1月26日         | 云南省思茅市、大理州、德宏州、临沧市走私贩卖制造毒品案件                    | 5万元  | [ 19 ] |
| 2006年1月26日  | 公缉[2006]7号   | 罗永毕 | 男   | 云南省思茅市         | 1960年8月6日   | 2006年1月26日         | 云南省思茅市、大理州、德宏州、临沧市走私贩卖制造毒品案件                    | 5万元  | [ 20 ] |

### 已经完成任务或撤销
| 发布时间                      | 通缉人员 | 性别 | 户籍                       | 出生日期              | 案发日期                | 犯罪案件                                                                              | 悬赏金 | 备注                                                |
| ----------------------------- | -------- | ---- | -------------------------- | --------------------- | ----------------------- | ------------------------------------------------------------------------------------- | ------ | --------------------------------------------------- |
| 2013年3月1日                  | 王德智   | 男   | 辽宁省大连市               | 1973年12月23日        | 2012年5月1日            | 王德智拐骗操纵聋哑人犯罪案                                                            | 5万元  | 同年5月11日从日本回国自首                           |
| 2012年8月10日 公缉[2012]28号  | 周克华   | 男   | 重庆市沙坪坝区             | 1970年2月6日          | 2012年                  | 苏湘渝系列持枪抢劫案                                                                  | 10万元 | 2012年8月15日击毙                                   |
| 2010年8月2日 公缉[2010]53号   | 白中杰   | 男   | 贵州省黔东南苗族侗族自治州 | 1993年9月26日（17岁） | 2010年                  | 何俊、曾祥友、游祥炎、邹泽、白中杰抢劫、杀人团伙犯罪案                                | 5万元  | 同年8月5日成功逮捕                                  |
| 2010年2月25日 公缉[2010]6号   | 马明泽   | 男   | 山东省陵县                 | 1978年6月4日          | 2010年1月               | 马明泽抢劫强奸杀人案，2死2伤                                                          | 5万元  | 同年4月成功逮捕                                     |
| 2009年8月21日                 | 尚绍杰   | 男   | 辽宁省辽阳市文圣区         | 1965年10月15日        | 2007-2009年             | 尚绍杰连环杀人案，五死                                                                | 5万元  | 同年被逮捕                                          |
| 2009年8月3日                  | 张承禹   | 男   | 湖南省张家界市桑植县       | 1970年7月23日         | 2009年8月2日            | 故意杀人案，致6人死亡、2人受伤                                                        | 30万元 | 2020年12月9日在江西南昌市新建區樂化鎮一家工地內被捕 |
| 2009年10月18日 公缉[2009]77号 | 乔海强   | 男   | 内蒙古                     | 1981年6月8日          | 2009年10月17日          | 呼和浩特第二监狱杀警越狱案                                                            | 5万元  | 同年成功逮捕                                        |
| 2009年10月18日 公缉[2009]77号 | 李洪斌   | 男   | 辽宁省阜新县               | 1988年3月4日          | 2009年10月17日          | 呼和浩特第二监狱杀警越狱案                                                            | 5万元  | 同年成功逮捕                                        |
| 2009年4月29日 公缉[2009]26号  | 吴正莲   | 女   | 云南省广南县               | 1985年2月18日         | 2008年                  | 拐卖妇女儿童近30人                                                                    | 5万元  | 同年11月7日成功逮捕                                 |
| 2008年11月                    | 曾小金   | 男   | 江西省新建县               | 1974年2月15日         | 2008年                  | 曾小金杀人案，六死                                                                    | 5万元  | 2011年11月29日成功逮捕                              |
| 2007年7月24日 公缉[2007]90号  | 赵庆梅   | 女   | 贵州威宁彝族回族苗族自治县 | 1979年6月21日         | 2006年3月               | 女教师强迫学生卖淫案，组织、强迫多名中小学女学生到六盘水市、毕节地区卖淫              | 5万元  | 同年8月10日成功逮捕                                 |
| 2007年1月                     | 胡星     | 男   | 云南省昆明市               | 1958年10月16日        | 2004年至2006年          | 胡星受贿案，担任云南省交通厅副厅长期间收受贿赂4000多万元                              | 5万元  | 同年4月28日成功逮捕                                 |
| 2006年8月11日                 | 邱兴华   | 男   | 陕西佛坪县                 | 1959年1月1日          | 2006年7月26日           | 杀害6名寺庙僧人和4名香客（邱兴华杀人案）                                              | 10万元 | 同年8月19日成功逮捕                                 |
| 2006年7月19日                 | 董文语   | 男   | 浙江平阳县                 | 1978年10月26日        | 2006年3月11日 至5月26日 | 系列入室抢劫强奸杀人案件，死亡6人，重伤2人。（董文语杀人案）                          | 10万元 | 同年成功逮捕                                        |
| 2006年4月30日                 | 吴国昌   | 男   | 浙江建德市                 | 1963年10月20日        | 2006年3月24日           | 京九铁路江西吉安段遭蓄意破坏、妄图颠覆旅客列车案                                      | 30万元 | 通缉令发出后第二天即成功逮捕                        |
| 2005年2月3日                  | 蔡豪文   | 男   | 吉林延吉市                 | 1962年1月16日         | 2004年2月至11月         | 挪用公款350多万元赴北韩罗先市英皇娱乐中心赌博                                         | 5万元  | 通缉令发出三天后即成功逮捕                          |
| 2004年12月17日                | 彭具才   | 男   | 河南项城                   |                       | 2003年4月14日           | 连续六起持枪抢劫杀人（彭具才杀人案）                                                  | 5万    | 2012年6月成功逮捕                                   |
| 2004年11月10日                | 马汉庆   | 男   | 武汉                       |                       | 2004年10月29日          | 1996年1月10日在湖北武汉持枪抢劫杀死三人和2004年10月29日在新疆乌鲁木齐持枪抢劫打伤一人 | 20万   | 通缉令发出后第二天即成功逮捕                        |
| 2004年11月24日                | 刘招华   | 男   | 福建                       |                       | 1999年7月28日           | 7·28毒品大案，制造的12.36吨冰毒被警方查获                                             | 20万   | 2005年3月5日成功逮捕                                |
| 2004年4月                     | 武学斌   | 男   | 黑龙江                     |                       | 2004年4月25日           | 新农镇灭门案，六人被杀                                                                | 5万    | 同年畏罪自杀                                        |
| 2004年4月                     | 黄俊亮   | 男   | 黑龙江                     |                       | 2004年3月23日           | 因家庭纠纷将岳父陈永刚一家五口全部杀死（黄俊亮灭门案）                                | 10万   | 同年成功逮捕                                        |
| 2004年3月                     | 李东华   | 男   | 辽宁省新民市               | 1965年1月28日         | 2003年10月              | 西宁大通县系列持枪抢劫杀人案件，13人死亡（李东华杀人案）                              | 5万    | 同年成功逮捕                                        |
| 2004年3月                     | 马加爵   | 男   | 广西                       |                       | 2004年2月               | 云南大学宿舍四名学生被杀分尸案（马加爵事件）                                          | 20万元 | 同年成功逮捕                                        |
| 2003年10月2日 公缉[2003]65号  | 谢先荣   | 男   | 湖北省荆门市               |                       | 2003年9月29日           | 湖北潜江特大持枪抢劫运钞车案                                                          | 20万   | 同年10月12日击毙                                    |
| 2001年                        | 李春勇   | 男   | 吉林省                     |                       | 1994年10月27日          | 杀死民警并劫枪逃跑（李春勇劫杀警察案）                                                | 5万    | 2004年成功逮捕                                      |
| 2001年                        | 成瑞龙   | 男   | 广东省                     |                       | 1995年                  | 十起杀人抢劫、强奸、故意伤人案，死者包括四名警察及两名未成年人                        | 5万    | 2009年通过DNA比对抓获                               |
| 2001年                        | 王昌胜   | 男   | 安徽省                     |                       | 2000年4月13日           | 安徽省濉溪县特大杀人案                                                                | 10万   | 2017年通过DNA比对抓获                               |
| 2001年                        | 栾英伦   | 男   | 黑龙江省                   |                       | 2000年11月28日          | 黑龙江延寿3·17杀人抢枪案等五起命案                                                    | 5万    | 2002年成功逮捕                                      |
| 2000年                        | 陈世清   | 男   | 湖南省                     |                       | 2000年9月1日            | 湖南常德特大杀人抢劫运钞车案                                                          | 5万    | 同年10月7日投案自首                                 |
| 2000年                        | 张君     | 男   | 湖南省                     |                       | 2000年9月1日            | 湖南常德特大杀人抢劫运钞车案                                                          | 5万    | 同年9月19日成功逮捕                                 |